# Perruche de Madarasz
Psittacella madaraszi
Espèce
Statut de conservation UICN

 LC  : Préoccupation mineure
Statut CITES
La Perruche de Madarasz (Psittacella madaraszi) est une espèce d'oiseaux de la famille des Psittacidae, endémique de la chaîne Centrale (Nouvelle-Guinée).
Le nom normalisé fut choisi pour commémorer l'ornithologue et peintre hongrois Gyula Madarász (en) (1858-1931).

## Description
Tout comme la Perruche modeste, cet oiseau mesure environ 14 cm de long. Son plumage présente une dominante verte avec les sous-caudales rouges.
Comme les autres espèces du genre Psittacella, il possède un net dimorphisme sexuel. Le mâle arbore une calotte marron, des tons bleuâtres sur le front, des motifs tigrés jaunes du sommet de la tête à la nuque ainsi que de légères tigrures sur le croupion. La femelle a la tête verte, le front bleuâtre et de légers motifs tigrés noirs du sommet de la tête jusqu'au croupion.

## Habitat
Cet oiseau vit dans les forêts jusqu'à 2 500 m d'altitude.

## Répartition et sous-espèces
La Perruche de Madarasz est représentée par deux sous-espèces :
- P. m. huonensis Mayr & Rand, 135 — forêts pluviales d'altitude de la Péninsule Huon ;
- P. m. madaraszi Meyer, 1886 — répandu.